# 第6航空軍 (日本軍)
第6航空軍（だいろくこうくうぐん、第六航空軍）は、大日本帝国陸軍の航空軍の一つ。通称号は靖、軍隊符号は6FA。

## 沿革
1944年（昭和19年）6月、戦局の悪化に伴い日本本土での戦闘に対処するため、航空関係軍学校の軍隊化が図られ各陸軍飛行学校は教導飛行師団に改編された。同年7月下旬、それら各教導飛行師団を統括する教導航空軍(KFA)の編成が発令された。8月8日に編成が完結し、司令部は航空軍司令官以下、陸軍航空総監部との兼務であった。8月9日、参謀総長から軍令陸乙第41号により本土周辺での決戦準備を行うよう指示が出された。
1944年12月、教導航空軍（司令部）を第6航空軍（司令部）に改編した。これは本土決戦に備え、内地において航空作戦に専念する航空軍司令部の必要性が求められたことによるものである。12月26日に編組が下令され防衛総司令官の隷下に編入された。

戦局がさらに悪化した1945年（昭和20年）3月20日には、沖縄戦のため海軍の連合艦隊の指揮下に入り沖縄方面航空作戦を7月半ばまで遂行。海軍省が菊水作戦のコードネームで呼んだに対し、陸軍側はコードネーム『航空総攻撃』（こうくうそうこうげき）、その戦力は『振武隊』（しんぶたい）と呼んだ。しかし振武隊の戦術は海軍の神風特攻隊と同じく特攻戦術が主体で、陸軍側だけで1,000人を超える未帰還兵を出すに至った。

## 軍概要

### 司令官
教導航空軍
- （兼）菅原道大 中将：1944年8月8日 - 1944年12月26日

第6航空軍
- 菅原道大 中将：1944年12月26日 - 1945年11月14日

### 参謀長
教導航空軍
- （兼）寺田済一 少将：1944年8月8日 - 1944年8月30日
- 三輪潔 大佐：1944年9月2日 - 12月11日

第6航空軍
- 藤塚止戈夫 中将：1944年12月26日 -
- 川嶋虎之輔 少将：1945年7月30日 -

### 参謀副長
教導航空軍
- 三輪潔 大佐：1944年8月8日 - 9月2日

第6航空軍
- 青木喬 少将：1945年2月20日 -

### 司令部構成
教導航空軍（当初）
- 高級参謀：花本盛彦 大佐
- 参謀
  - 水町勝城 中佐（作戦）
  - 堀内秀生 中佐（通信）
  - 村田謹吾 中佐
  - 渡部光彦 中佐
  - 久保宮公 少佐
  - 乃美魁 少佐
  - 丸田文雄 少佐
- 高級副官：巨瀬寛弼 中佐

第6航空軍（最終）
- 高級参謀：鈴木京 大佐
- 参謀
  - 羽牟慶太郎 大佐（後方）
  - 皆元勝雄 大佐
  - 渡部光彦 中佐
  - 水町勝城 中佐（作戦）
  - 神直道 中佐
  - 川元浩 中佐
  - 有沼源一郎 中佐
  - 岡本豪 中佐
  - 吉田紋三 少佐
  - 藤本正雄 少佐（情報）
  - 住造 少佐
  - 糸井誠次 少佐
- 高級副官：前野栄吉 中佐
- 兵器部長：米満慶蔵 大佐
- 経理部長：秋丸次朗 主計大佐
- 軍医部長：石川元雄 軍医大佐
- 法務部長：井上一男 法務中佐

### 所属部隊
教導航空軍（当初）
- 下志津教導飛行師団：服部武士 少将
- 明野教導飛行師団：青木武三 少将
- 常陸教導飛行師団：三好康之 少将
- 鉾田教導飛行師団：今西六郎 少将
- 浜松教導飛行師団：川上清志 少将
- 宇都宮教導飛行師団：近藤兼利 少将
  - 三方原教導飛行団：山脇正男 少将
- 立川教導航空整備師団：仁村俊 少将

第6航空軍（最終）
- 第12飛行師団：土生秀治 少将
  - 飛行第4戦隊
  - 飛行第47戦隊
  - 飛行第71戦隊
  - 第51航空地区司令部
  - 第1航空通信司令部
    - 第18航空通信連隊
    - 第19航空通信連隊
- 第6飛行団：今津正光 大佐
- 第7飛行団：立花四郎 中佐
- 第21飛行団：山縣有光 大佐
- 第27飛行団：野中俊雄 大佐
- 第100飛行団：秋山紋次郎 大佐
  - 飛行第4戦隊
  - 飛行第7戦隊
  - 飛行第45戦隊
  - 飛行第47戦隊
  - 飛行第60戦隊
  - 飛行第65戦隊
  - 飛行第66戦隊
  - 飛行第71戦隊
  - 飛行第98戦隊
  - 飛行第101戦隊
  - 飛行第103戦隊
  - 飛行第110戦隊
  - 第41航空地区司令部
  - 第45航空地区司令部
  - 第49航空地区司令部
  - 第51航空地区司令部
  - 第60航空地区司令部
  - 第61航空地区司令部
  - 第7野戦航空修理廠
  - 第10野戦航空補給廠
  - 第12野戦航空補給廠